# Верхнеингульское
Верхнеингу́льское (укр. Верхньоінгульське) — село в Кетрисановской сельской общине Кропивницкого района Кировоградской области Украины.
До 2020 года входило в Бобринецкий район
Население по переписи 2001 года составляло 394 человека. Почтовый индекс — 27214. Телефонный код — 5257. Занимает площадь 0,575 км². Код КОАТУУ — 3520882401.